# Agía Varvára (Lassíthi)
Pour les articles homonymes, voir Agia Varvara.
Agía Varvára, en grec moderne : Αγία Βαρβάρα, est un village du dème d'Ágios Nikólaos, dans le district régional de Lassíthi de la Crète, en Grèce. Selon le recensement de 2011, la population d'Agía Varvára compte 102 habitants. 
Le village est situé à une distance de 30 km au nord-ouest d'Ágios Nikólaos, sur la route d'Ágios Nikólaos à Héraklion.

## Recensements de la population
| Recensements | 1951 | 1961 | 1971 | 1991 | 2001 | 2011 |
| ------------ | ---- | ---- | ---- | ---- | ---- | ---- |
| Population   | 794  | 551  | 489  | 385  | 59   | 102  |

## Source de la traduction
- (el) Cet article est partiellement ou en totalité issu de l’article de Wikipédia en grec moderne intitulé « Αγία Βαρβάρα Λασιθίου » (voir la liste des auteurs).